# Morningthorpe
Morningthorpe är en by i Morningthorpe and Fritton, South Norfolk, Norfolk i England. Civil parish hade 110 invånare år 1931. Byn nämndes i Domedagsboken (Domesday Book) år 1086, och kallades då Maringatorp/MaringaTorp.